# Dominique Deplagne
Pour l’article homonyme, voir Mathieu Deplagne.
Dominique Deplagne, né le 13 août 1958 à Poussanges dans la  Creuse, est un footballeur puis entraîneur français. 
Il joue au poste de gardien de but de la fin des années 1970 au début des années 1990. Formé à l'INF Vichy, il joue au Montpellier PSC, au FC Sète, au Cercle Dijon et au Pau FC avant de terminer sa carrière au FC Rouen. 
Devenu formateur, il rejoint l'encadrement technique du Montpellier HSC.

## Biographie
Dominique Deplagne commence le football au sein du club de la Société Sportive Aubussonnaise à l'âge de quatorze ans. En 1976, il intègre l'INF Vichy dirigé par Pierre Pibarot. Recommandé par Pierre Mosca, son entraîneur à l'INF, il rejoint le Montpellier PSC en 1979 et débute la même année en seconde division à l'âge de vingt ans. Il est la doublure de Guy Formici et participe en 1981 à l'accession du club en première division. Guy Formici, blessé, il lui succède pour les sept derniers matchs de cette saison en division 1, synonyme de retour en division 2 pour le club.
La saison suivante, Dominique Deplagne devient titulaire du poste de gardien au sein du club montpelliérain. Il quitte le club en 1985 et s'engage au FC Sète, toujours en division 2. Après trois ans dans le club sétois, il signe au Cercle Dijon où il reste également trois ans. En 1991, il rejoint le Pau FC, en division 3, où il est titulaire la première saison puis en 1993 le FC Rouen comme gardien remplaçant. C'est au sein du club rouennais qu'il commence sa carrière d'entraîneur en prenant en charge les gardiens et les juniors en 1994-1995.
Il revient en 1995 au Montpellier HSC où il s'occupe d'abord pendant deux ans de l'équipe C et remporte avec eux le championnat du Languedoc-Roussillon de division d'honneur régionale en 1996 puis la coupe de la ligue du Languedoc-Roussillon en 1997. En 1997, il prend en charge l'entraînement des gardiens du centre de formation, poste qu'il occupe jusqu'en février 2004. Il forme ainsi Rudy Riou, Rémy Vercoutre, Jody Viviani, Johann Carrasso ou Geoffrey Jourdren. Il devient par la suite est entraîneur adjoint chargé des gardiens au sein de l'équipe première. Il quitte le club au moment de sa retraite, en 2021.
Son fils Mathieu Deplagne est également footballeur, il joue au poste de défenseur à l'ESTAC Troyes.

## Palmarès
Dominique Deplagne dispute sept rencontres de Division 1 et 301 rencontres de Division 2. Il est champion de Division 2 (groupe A) en 1981 avec le Montpellier PSC.
Comme entraîneur, il remporte le championnat du Languedoc-Roussillon de division d'honneur régionale en 1996 puis la coupe de la ligue du Languedoc-Roussillon en 1997 avec l'équipe C du MHSC.

## Statistiques
Le tableau ci-dessous résume les statistiques en match officiel de Dominique Deplagne durant sa carrière de joueur professionnel,.  
| Saison                | Club                  | Championnat           | Championnat | Championnat | Coupe(s) nationale(s) | Coupe(s) nationale(s) | Total | Total |
| Saison                | Club                  | Division              | M.          | B.          | M.                    | B.                    | M.    | B.    |
| 1979-1980             | Montpellier PSC       | Division 2            | 1           | 0           | -                     | -                     | 1     | 0     |
| 1980-1981             | Montpellier PSC       | Division 2            | 5           | 0           | -                     | -                     | 5     | 0     |
| 1981-1982             | Montpellier PSC       | Division 1            | 7           | 0           | -                     | -                     | 7     | 0     |
| 1982-1983             | Montpellier PSC       | Division 2            | 34          | 0           | -                     | -                     | 34    | 0     |
| 1983-1984             | Montpellier PSC       | Division 2            | 36          | 0           | -                     | -                     | 36    | 0     |
| 1984-1985             | Montpellier PSC       | Division 2            | 32          | 0           | 1                     | 0                     | 33    | 0     |
| 1985-1986             | FC Sète               | Division 2            | 34          | 0           | 3                     | 0                     | 37    | 0     |
| 1986-1987             | FC Sète               | Division 2            | 34          | 0           | -                     | -                     | 34    | 0     |
| 1987-1988             | FC Sète               | Division 2            | 34          | 0           | 6                     | 0                     | 40    | 0     |
| 1988-1989             | Cercle Dijon          | Division 2            | 30          | 0           | -                     | -                     | 30    | 0     |
| 1989-1990             | Cercle Dijon          | Division 2            | 27          | 0           | 1                     | 0                     | 28    | 0     |
| 1990-1991             | Cercle Dijon          | Division 2            | 34          | 0           | 2                     | 0                     | 36    | 0     |
| 1991-1992             | Pau FC                | Division 3            | 29          | 0           | 3                     | 0                     | 32    | 0     |
| 1992-1993             | Pau FC                | Division 3            | 7           | 0           | -                     | -                     | 7     | 0     |
| Total sur la carrière | Total sur la carrière | Total sur la carrière | 344         | 0           | 16                    | 0                     | 360   | 0     |